# Gringsing (plaats)
Gringsing is een bestuurslaag in het regentschap Batang van de provincie Midden-Java, Indonesië. Gringsing telt 4058 inwoners (volkstelling 2010).